# بوته‌مرغ بیاک
بوته‌مرغ بیاک یا مگاپود بیاک (نام علمی: Megapodius geelvinkianus) گونه‌ای از پرندگان تیرهٔ مرغان پابزرگ(Megapodiidae) است. تنها در جزایر بیاک، میوس کوروار، نومفور، مانیم و میوس نوم در منطقه پاپوآی غربی اندونزی یافت می‌شود.
زیستگاه‌های طبیعی آن جنگل‌های جلگه‌ای نمناک نیمه‌گرمسیری یا گرمسیری و درختچه‌زارهای نمناک نیمه‌گرمسیری یا گرمسیری است. از دست دادن زیستگاه آن را تهدید می‌کند.